# Tasmanski vrag
Tasmanski vragi (znanstveno ime Sarcophilus harrisii) spadajo v podrazred vrečarjev in so avstralski endemiti, danes pa živijo le še na Tasmaniji.
Vragi dosežejo velikost majhnega psa, vendar so čokati in mišičasti, samci večinoma tehtajo okrog 9 do 12 kilogramov. So največji mesojedi vrečarji in lahko ulovijo plen do velikosti majhnega kenguruja, vendar se bolj pogosto hranijo z mrhovino, najpogosteje z živalmi, ubitimi na cestah.
Tasmanski vragi so dobili ime zaradi glasnega vreščanja, ki ga oddajajo med borbami za hrano, po značilni črni barvi dlake in po značilni napadalni pozi, v kateri so jasno vidni njegovi čekani.
Na kopenski Avstraliji so izumrli pred približno 600 leti, njihovo izumrtje pripisujejo predvsem prihodu dingov. Na Tasmaniji so preživeli, saj tam dingov ni, kljub temu pa so ogroženi. Največjo nevarnost zanje predstavlja obrazni tumor tasmanskih vragov, ki lahko prizadene 20-50% celotne populacije. Avstralska vlada je zato ustvarila dve »varovalni« populaciji na izoliranih otokih, s pomočjo katerih bi ob morebitnem izumrtju tasmanskih vragov v naravi lahko vrsto čez nekaj let znova prestavila v divjino.